# Bjarne
Bjarne ist ein männlicher Vorname.

## Herkunft und Bedeutung des Namens
Bjarne ist eine dänisch-norwegische Form von Björn und bedeutet meist Bär, manchmal auch kleiner Bär.

## Namensträger
- Bjarne Aas (1886–1969), norwegischer Segler, Werftbesitzer und Yachtkonstrukteur
- Bjarne Adrian (* 1948), dänischer Schauspieler
- Bjarne Corydon (* 1973), dänischer Politiker (Sozialdemokraten)
- Bjarne Eltang (1960–2023), dänischer Ruderer
- Bjarne Erlingsson († 1313), norwegischer Lehensmann und Baron
- Bjarne Geiss (* 1997), deutscher Badmintonspieler
- Bjarne Goldbæk (* 1968), dänischer Fußballspieler
- Bjarne Grønnow (* 1956), dänischer Archäologe
- Bjarne Håkon Hanssen (* 1962), norwegischer Politiker der sozialdemokratischen Arbeiderpartiet
- Bjarne Henriksen (* 1959), dänischer Film- und Theaterschauspieler
- Bjarne Johnsen (1892–1984), norwegischer Turner
- Bjarne Johnsen (1897–1982), norwegischer Fußballspieler
- Bjarne Kallis (* 1945), finnischer Politiker  der Christdemokratischen Partei (KD)
- Bjarne Kraushaar (* 1999), deutscher Basketballspieler
- Bjarne Kreutzmann (1943–2004), grönländischer Politiker und Polizist
- Bjarne Madsen (* 1964), dänischer Eishockeyspieler
- Bjarne Mädel (* 1968), deutscher Schauspieler
- Bjarne Meisel (* 1998), deutscher Schauspieler
- Bjarne Melgaard (* 1967), australischer Künstler
- Bjarne Mørk-Eidem (1936–2022), norwegischer Politiker
- Bjarne Næs (* 1955), norwegischer Skispringer
- Bjarne Nerem (1923–1991), norwegischer Jazz-Tenorsaxophonist und Klarinettist
- Bjarne Pettersen (1891–1983), norwegischer Turner
- Bjarne Pettersen (1907–1975), norwegischer Fußballspieler
- Bjarne Reuter (* 1950), dänischer Schriftsteller
- Bjarne Riis (* 1964), dänischer Profi-Radrennfahrer
- Bjarne Roupé (* 1952), schwedischer Jazzgitarrist und Komponist
- Bjarne Solbakken (* 1977), norwegischer Skirennläufer
- Bjarne Stroustrup (* 1950), dänischer Informatiker
- Bjarne Thoelke (* 1992), deutscher Fußballspieler